# Лемаршан, Рене
Рене Лемаршан (фр. René Lemarchand, 3 апреля 1932, Нант, Франция) — франко-американский политолог-конфликтолог, этнограф и этнолог. Профессор-эмерит Флоридского университета.
Является международно-признанным специалистом в вопросах этнических конфликтов в Руанде, Бурунди, Демократической республике Конго и Дарфуре. Известен своим вкладом в африканистику, исследование геноцидов, национализма и этнических чисток в Африке, а также работами над концепцией клиентелизма. Лауреат премии Ассоциации африканских исследований за лучшую книгу (1971).
После выхода на пенсию Рене был сотрудником Агентства США по международному развитию (англ. United States Agency for International Development, USAID) в Абиджане, Кот-д'Ивуар в качестве регионального консультанта по Западной Африке в вопросах управления и демократии, а также работал в качестве советника по вопросам демократии и управления в USAID/Гана.

## Ранние годы и образование
Рене Лемаршан родился 3 апреля 1932 года в Нанте, Франция. Первоначально он обучался на родине, получив степень бакалавра гуманитарных наук, после чего направился в Соединённые Штаты Америки для защиты диссертации в области политологии. Здесь, в Калифорнийском университете в Лос-Анджелесе, Рене защитил диссертацию на степень Ph.D. по специальности «Современная центральная Африка».

## Научная деятельность
В конце 1962 года Лемаршан стал сотрудником Флоридского университета, в котором получил должность первого в истории учебного заведения директора «Центра африканистики». На этой должности Рене работал вплоть до 1965 года, после ухода с должности директора центра продолжая работать в университете вплоть до пенсии. Также он преподавал в ряде университетов в качестве приглашённого профессора.
Основной темой научных исследований Рене являются политические проблемы стран центральной Африки, особенно те, что приводят к межэтническим конфликтам, гражданским войнам и геноциду. Его работы написаны как на французском, так и на английском языках. В июле 1971 года Рене осуществлял рабочую поездку в Чад на два месяца, в ходе которой был арестован и обвинён полицией страны в посещении запретной зоны и отказе явится к президенту страны после вызова последнего. Освободили его лишь в конце следующего месяца.
Ныне Лемаршан является профессором-эмеритом политологии во Флоридском университете. Помимо этого он работал консультантом Агентства США по международному развитию (USAID) в Абиджане, Кот-д'Ивуар, по Западной Африке в вопросах управления и демократии, а также в советником по вопросам демократии и управления в USAID/Гана.

## Оценки
Первая книга Лемаршана Political Awakening in the Belgian Congo (с англ. — «Политическое пробуждение в Бельгийском Конго») (1964) получила смешанные оценки со стороны других специалистов по истории Африки. По словам Джона Хувера из Католического университета Америки, в ней Лемаршан превосходно продемонстрировал трудности государственного устройства в этой стране, а также убедительно показал, что появившиеся в стране этнические, культурные и языковые разногласия преодолимы лишь в том маловероятном случае, если в стране появится крайне харизматичный лидер, который будет в состоянии охватить всю страну, такой, как Патрис Лумумба, у которого не было возможностей для оказания такого влияния. В работе Лемаршан описал события в Конго как «неоконченную революцию», благодаря которой была завоёвана независимость от Бельгии, но задачу по национальной интеграции только предстояло выполнить. Истоки такого конфликта Лемаршан нашёл в политике колонизаторов, в которой не было ничего, что способствовало бы единству страны и народа, а также показал, что правительство Бельгии было одним из наихудших возможных вариантов для страны. Отдельной похвалы от Хувера удостоилось описание Лемаршаном событий в Катанге, которые тогда попали во все мировые заголовки, при этом будучи непонятными широкому обывателю. Роджер Энсти писал, что несмотря на достойный анализ политических причин раздробленности, исторический экскурс в книге можно несколько осудить. В частности он отметил, что заявление о том, что чёрный национализм и расизм со стороны конголезцев появился из-за рабства, является сильным заявлением, которое вполне может являться правдивым, однако совершенно не раскрывается Лемаршаном. Аналогично он высказался по поводу использования скрытого этнонационализма в сторону Свободного государства Конго новыми политиками: это может быть правдой, однако в книге утверждение подаётся совершенно бездоказательно. Также Энсти отметил, что в работе Лемаршана присутствуют и некоторые фактологические неточности, например, заявление о том, что Симон Кимбангу сразу был приговорён к пожизненному заключению (на самом деле он был сначала приговорён к казни и лишь затем её заменили на пожизненное заключение). Том Стейси написал, что книге Лемаршана суждено стать бесценным источником для всех, кто в дальнейшем будет писать об истории и политике республики. Он отметил, что Лемаршан идеально подпирает факты и интерпретирует их, а также превосходно знает предмет, что подтверждается точным предсказанием переворота Мобуту (книга была завершена ещё до этого события). При этом учёный отметил, что в книге Лемаршана хоть и даются ответы на наиболее важные для читателя вопросы, но для многих они покажутся скрытыми за «каскадом фактов». В то же время попытка найти ответ на вопрос о характеристике отношений конголезцев и бельгийцев будет для читателя тщетной: лишь в конце работы Лемаршан намекает на «неоднородный характер бельгийской национальной культуры». По словам Стейси, именно взаимоотношения валлонов и фламандцев повлияли на разное отношение католической церкви и власти к местному населению. Впрочем, он отметил, что вклад книги в изучение всё равно бесценен.
Вторая работа Рене Лемаршана Rwanda and Burundi (с англ. — «Руанда и Бурунди») 1970 года получила признание со стороны научного сообщества. В 1971 году Лемаршан за её написание стал лауреатом премии имени Мелвилла Джина Херсковица, американского этнографа и этнолога, одного из основателей африканистики как науки. Она вручается ежегодно Ассоциацией африканских исследований и является наиболее почётной наградой в области исследований на территории Чёрного континента. Согласно руандийскому историку Сервильену Себасони, книга хорошо написана и грамотно изложена: её язык понятен, библиография и индексы хорошо подобраны и структурированы. Книга разделена на четыре отдельные части. В первой Лемаршан описывает общее прошлое обеих стран во время колониального владычества, затем описывает каждую постколониальную страну в отдельности и пишет для них общее заключение. В ходе разбора истории Руанды автор детально останавливается на Социальной революции и резне 1963—1964 годов, её причинах и новых вызовах, которые предстояло бы преодолеть новому правительству. Аналогично и для Бурунди он подробно останавливается на конце монархии и несостоявшейся революции. По словам Себасони, единодушия у вовлечённых в события людей эта книга не вызовет, но даже они будут ему благодарны за стандартизацию и подбор фактов. Политолог Роберт Ротберг написал, что одним из наиболее важных достоинств «исчерпывающей книги» Лемаршана является оценка учёным множества переменных, в первую очередь миссионеров и администрации Бельгии и Нидерландов, а также событий в связанной с ними Конго, на которых Лемаршан и возлагает ответственность за произошедшее. По мнению Ротберга, первая глава является лучшим из возможных введений в историю страны, хотя вторая блекнет на её фоне, однако в целом история рассказана хорошо и понятно читателю. Третья же глава является более яркой, нежели вторая, и ещё лучше рассказывает о том, как военным удалось взять власть после неудачного переворота 1965 года из-за неспособности тогдашнего правительства решить накопившиеся проблемы. По мнению Ротберга, работа Лемаршана является сильным междисциплинарным исследованием, основная задача которого была через историю двух стран показать общую природу революции. Эту же особенность — междисциплинарность и попытку сделать множество исследований в рамках одного — историк Клайд Ингл назвал главной проблемой книги, поскольку, по его словам, читателю бывает сложно уследить за полётом мысли её автора. По его словам, любой рецензент обязан указать на высокое влияние книги на развитие африканистики, однако Ингл отметил, что она не лишена недостатков, в частности склонности автора рассказывать о многих концепциях вместо пересказа ключевых, что запутывает читателя, а также большого количества лишних вопросов, что уместнее бы смотрелись в отдельных журнальных статьях, а не в одной монографии, что привело к появлению повторений, немного странных речевых оборотов и странных ссылок на литературу в никуда.

### Клиентизм
В 1972 году Лемаршан опубликовал статью, ставшую первым крупным исследованием политического клиентелизма в Африке. Основываясь на его публикации, учёные проводили дальнейшие разработки концепции и системы. Учёные, многократно ссылаясь на неё, называли статью «всеобъемлющей и системной», «исчерпывающей» и в дальнейшем — одной из классических. В 1981 году он вместе с Шмуэлем Эйзенштадтом выступил в качестве главного редактора сборника эссе, посвящённого политике корпоративизма и клиентелизма, впрочем, получившего неоднозначную оценку критика. Политолог Алан Зукерман отметил, что в книге отсутствуют какие-то новые идеи, а авторы рассказывают то, что и так давно было известно, нередко пытаясь даже придать значимости давно опровергнутым в науке гипотезам, в то время как редакторы в своём введении толком ничего не говорят о главах. По мнению Зукермана, главы получились предельно разными по уровню, в частности главу об Италии он назвал очень важной и полезной, а другие — скорее ненужными и слабо связанными между собой эссе.

## Список работ

### Монографии
- Political Awakening in the Belgian Congo (англ.). — Berkeley: University of California Press, 1964. — 349 p. — ISBN 978-0-520-33863-0. — doi:10.1525/9780520338630.
- Rwanda and Burundi (англ.). — Second ed. — New York; Washington; London: Praeger, 1972. — 562 p. — ISBN 978-0-269-99327-5.
- Lemarchand René; Martin David[англ.]. Selective Genocide in Burundi (англ.). — New York: Minority Rights Group International[англ.], 1974. — 36 p. — ISBN 978-0-903-11421-9.
- African Kingships in Perspective: Political Change and Modernization in Monarchical Settings (англ.) / ed. by René Lemarchand. — New York: Frank Cass & Co.[англ.], 1977. — 325 p. — (Cass Library of African studies, vol. 155). — ISBN 978-0-714-63027-4.
- Political Clientelism, Patronage, and Development (англ.) / ed. by Shmuel N. Eisenstadt; René Lemarchand. — Thousand Oaks: Sage Publications, 1981. — 332 p. — (Contemporary political sociology, vol. 3). — ISBN 978-0-803-99795-0.
- The World Bank in Rwanda: The Case of the Office de Valorisation Agricole Et Pastorale Du Mutara (OVAPAM) (англ.). — Bloomington: African Studies Program, Indiana University, 1982. — 77 p. — ISBN 978-0-941-93439-8.
- The Green and the Black: Qadhafi’s Policies in Africa (англ.). — Bloomington: Indiana University Press, 1988. — 188 p. — ISBN 978-0-253-32678-2.
- Burundi: Ethnic Conflict and Genocide (англ.). — New York: Woodrow Wilson Center Press, 1995. — 248 p. — ISBN 978-0-521-56623-0.

- Burundi: Ethnic Conflict and Genocide (англ.). — 2nd reprinted ed. — New York: Cambridge University Press, 1996. — 248 p. — ISBN 978-0-521-56623-0.

- The Dynamics of Violence in Central Africa (англ.). — Philadelphia: University of Pennsylvania Press, 2009. — 344 p. — (National and Ethnic Conflict in the 21st Century). — ISBN 978-0-812-20259-5.
- Forgotten genocides: Oblivion, Denial, and Memory / Edited by René Lemarchand. — 2nd illustrated & reprinted ed. — Philadelphia: University of Pennsylvania Press, 2011. — ix, 190 p. — (Pennsylvania Studies in Human Rights). — ISBN 978-0-812-24335-2.
- Remembering Genocides in Central Africa (англ.). — Milton Park, Abingon; New York: Routledge, 2021. — 170 p. — (Mass Violence in Modern History). — ISBN 978-1-000-33298-8.

### Важнейшие статьи
- Social Change and Political Modernisation in Burundi (англ.) // The Journal of Modern African Studies[англ.]. — Cambridge: Cambridge University Press, 1966. — December (vol. 4, iss. 4). — P. 401—433. — ISSN 0022-278X. — doi:10.1017/S0022278X00013719. — JSTOR 159097.
- Lemarchand Rene; Legg Keith. Political Clientelism and Development: A Preliminary Analysis (англ.) // Comparative Politics. — New York: City University of New York, 1972. — January (vol. 4, no. 2). — P. 149—178. — ISSN 0010-4159. — doi:10.2307/421508. — JSTOR 421508.
- Political Clientelism and Ethnicity in Tropical Africa: Competing Solidarities in Nation-Building (англ.) // American Political Science Review[англ.]. — New York: Cambridge University Press in benaf the American Political Science Association, 1972. — March (vol. 66, iss. 1). — P. 68—90. — ISSN 0003-0554. — doi:10.2307/1959279. — JSTOR 1959279.
- Patterns of state collapse and reconstruction in Central Africa: Reflections on the crisis in the Great Lakes region (англ.) // Africa Spectrum[англ.]. — Hamburg: Institute of African Affairs, GIGA: German Institute of Global and Area Studies[англ.], 1997. — Vol. 32, iss. 2. — P. 173—193. — ISSN 1868-6869.